# 京都府道401号嵯峨亀岡線
京都府道401号嵯峨亀岡線（きょうとふどう401ごう さがかめおかせん）は、京都府京都市右京区から亀岡市に至る一般府道である。

## 概要
京都市右京区嵯峨釈迦堂藤ノ木町から亀岡市保津町に至る。
京都市内は全線が京都府道50号京都日吉美山線と重複しているほか、京都市右京区嵯峨水尾鳩ケ巣の水尾橋附近から亀岡市保津町保津山の請田神社付近は分断区間となっている。両区間にはかろうじて道路が敷設されてはいるが、崖崩れが頻繁に起こることもあって一般車の通行は禁止されている。

### 路線データ
- 起点：京都府京都市右京区嵯峨釈迦堂藤ノ木町（嵯峨釈迦堂前交差点、京都府道29号宇多野嵐山山田線交点、京都府道50号京都日吉美山線上）
- 終点：京都府亀岡市保津町（保津交差点、京都府道25号亀岡園部線交点）
- 実延長：1.9195 km[1]

## 歴史
本路線は、道路法（昭和27年法律第180号）第7条の規定に基づき、一般府道として1959年（昭和34年）に京都府が第1次認定した路線のひとつである。

### 年表
- 1959年（昭和34年）12月18日 - 京都府が一般府道52号嵯峨亀岡線として認定[注釈 1][3]。
- 1994年（平成6年）4月1日 - 京都府が路線番号を再編（路線認定の一部改正）し、府道401号に変更される[4]。

## 路線状況

### 重複区間
- 京都府道50号京都日吉美山線（京都市右京区嵯峨釈迦堂藤ノ木町・嵯峨釈迦堂前交差点（起点） - 京都市右京区嵯峨水尾鳩ケ巣）

### 道路施設

#### 橋梁
- 落合橋（清滝川、京都市右京区、京都府道50号京都日吉美山線重複区間内）

#### トンネル
- 落合隧道：延長73 m、1941年（昭和16年）竣工、京都市右京区（京都府道50号京都日吉美山線重複区間内）

## 地理

### 通過する自治体
- 京都府
  - 京都市（右京区） - 亀岡市

### 交差する道路
| 交差する道路                                                         | 市町村名 | 市町村名 | 交差する場所       | 交差する場所              |
| -------------------------------------------------------------------- | -------- | -------- | ------------------ | ------------------------- |
| 京都府道29号宇多野嵐山山田線 京都府道50号京都日吉美山線 重複区間起点 | 京都市   | 右京区   | 嵯峨釈迦堂藤ノ木町 | 嵯峨釈迦堂前交差点 / 起点 |
| 嵐山-高雄パークウエイ                                                | 京都市   | 右京区   | 嵯峨鳥居本仙翁町   | [ 注釈 2 ]                |
| 京都府道137号清滝鳥居本線                                            | 京都市   | 右京区   | 嵯峨鳥居本一華表町 |                           |
| 嵐山-高雄パークウエイ                                                | 京都市   | 右京区   | 嵯峨鳥居本深谷町   | [ 注釈 2 ]                |
| 京都府道50号京都日吉美山線 重複区間終点                              | 京都市   | 右京区   | 嵯峨水尾鳩ケ巣     |                           |
| 京都府道25号亀岡園部線                                               | 亀岡市   | 亀岡市   | 保津町             | 保津交差点 / 終点         |

### 交差する鉄道
- 山陰本線

### 沿線
施設
- 亀岡警察署 保津駐在所

自然
- 保津峡

鉄道
- 嵯峨野観光鉄道嵯峨野観光鉄道嵯峨野観光線 トロッコ保津峡駅
- JR西日本山陰本線 保津峡駅

神社・仏閣
- 清凉寺（嵯峨釈迦堂）
- 宝筐院
- 厭離庵
- 常寂光寺
- 二尊院
- 祇王寺
- 檀林寺
- 化野念仏寺